# Kirsten Price
Kirsten Price (født 13. november 1981 i Providence, Rhode Island), er en amerikansk pornoskuespiller.

## Personligt liv
Pris gift med kollegaen Barrett Blade den 9. oktober 2004, men de er siden skilt. Hun tog en pause fra pornofilm i et stykke tid efter at hun blev skilt fra Blade. Hun er nu gift med pornografisk skuespiller Keiran Lee og har tre børn.

## Priser
- 2007 – AVN Award – Bedste birolle
- 2007 – AVN Award – Bedste gruppe sex scene
- 2010 – AVN Award – Bedste gruppe sex scene